# Continuous Plankton Recorder

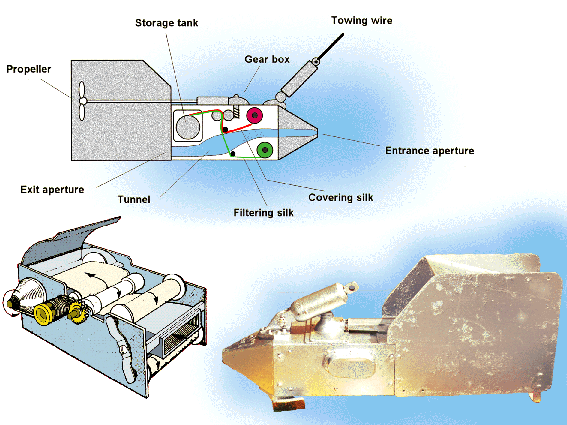
Abbildung von einem Querschnitt des CPR, dem Filtermechanismus für das Plankton und einem Bild des Geräts

Der Continuous Plankton Recorder (CPR; englisch für Kontinuierliches Plankton-Aufzeichnungsgerät) ist ein Gerät zur meeresbiologischen Überwachung. Es dient dazu, Plankton-Proben von großen Flächen des Meeres zu entnehmen und wissenschaftlichen und politischen Organisationen Daten zu dem ökologischen Zustand von Plankton zu liefern. Das Programm, welches den Namen Continuous Plankton Recorder Survey trägt, gilt als weltweit führend bei der Untersuchung der Auswirkungen von Umweltveränderungen auf das Befinden unserer Ozeane.
Das Projekt läuft, seitdem es 1931 von Alister Hardy entwickelt wurde, und ist somit eines der am längsten laufenden Projekte zur meeresökologischen Überwachung. Die Technik der Sammel- und Analysemethoden wurde jedoch seitdem auch kaum verändert, sondern gleicht der in den 1940er Jahren. Mittlerweile gehört es zu der Marine Biological Association (MBA) in Plymouth.

## Geschichte
Zunächst nutzte Alister Hardy einen Prototyp des CPR, um Proben von Plankton zu nehmen. Dazu fuhr er mit den Fahrten der Discovery-Expedition von 1925 bis 1927 in die Antarktis. Zu diesem Zeitpunkt war der Apparat noch dazu konzipiert, um von Handelsschiffen gezogen zu werden. Hardy wollte ihn als Mittel zur Kartierung von oberflächennahem Plankton, zur Interpretation der sich ändernden Gegebenheiten in der Fischerei und zur Verbindung von Planktonänderungen mit Hydrometeorologie und Klimaveränderung nutzen. 
In den 1930er Jahren veränderte Hardy das Design des Geräts, um in der Nordsee die Forschungen erstmals offiziell unter dem Namen der CPR Survey zu beginnen. Der erste CPR wurde am 15. September 1931 von der SS Albatross aus, auf einer Fahrt zwischen Hull und Bremen verwendet. Das Projekt wurde 1946 nach dem Zweiten Weltkrieg weitergeführt und ab 1959 über den Nordatlantik bis nach Nordamerika ausgeweitet. In den Jahren 1968 bis 1976 wurde mit Operationen in großen amerikanischen Seen, der Veröffentlichung eines Plankton-Atlas und der Untersuchung von ersten Anzeichen für einen rückläufigen Trend der Plankton-Biomasse weiter expandiert. Zu dieser Zeit wurden auch erstmals elektronische Instrumente an CPRs angebracht, um zusätzliche Messungen durchzuführen. 1976 zog der Sitz der CPR Survey nach Plymouth. 
Die wissenschaftlichen Prioritäten in Großbritannien änderten sich in den folgenden zehn Jahren und die Finanzierung wurde schwieriger. 1988 beschloss der britische Natural Environment Research Council (NERC), die Studie zu beenden. Eine internationale Rettungsaktion führte 1990 zur Gründung der Sir Alister Hardy Foundation for Ocean Science (SAHFOS), diese nahm ihren Betrieb vom Citadel Hill Laboratory in Plymouth auf. 2018 wurde das Projekt dann in die Marine Biological Association einverleibt.

## Sammeln der Proben
Der CPR-Körper ist etwa einen Meter lang, torpedoförmig und wiegt etwa 85 kg. Er wird an einem Drahtseil mit 10 mm Durchmesser in einer Tiefe von etwa 5 bis 10 Metern gezogen. Der Draht ist über einen Stoßdämpfer mit der CPR-Nase verbunden. Hinter Schiffen geschleppt, gelangt Meerwasser durch eine quadratische Öffnung in den CPR. Dieser filtert Plankton aus dem Wasser auf sich kontinuierlich bewegenden Filterseidenbändern mit einer Maschenweite von 270 μm. Eine zweite Seidenschicht bedeckt die erste und bildet ein „Plankton-Sandwich“, bevor dieses in Formaldehyd konserviert wird. Das Filterseidenband wird durch den CPR auf Rollen gewickelt, die durch Zahnräder bewegt werden, welche wiederum von einem Propeller angetrieben werden. Der interne Mechanismus des CPR ist eine in sich geschlossene Kassette, die im Labor mit der Filterseide beladen wird. Eine Kassette reicht für bis zu 450 Seemeilen (833 km). Der CPR wird mit Geschwindigkeiten von bis zu 25 Knoten betrieben und sein Design ermöglicht den Einsatz auch in rauer See. Einige Schiffe, die einen CPR über 3.500 Seemeilen schleppen, sind mit mehreren Kassetten bestückt, die in den CPR-Körper geladen werden, um die Reichweite zu erhöhen. Insgesamt sind seit 1931 über 300 Schiffe ehrenamtlich an dem Projekt beteiligt.
Die CPR Survey hält den Weltrekord für die größte Distanz, die von einem Meeresuntersuchungsprogramm erfasst wurde. Bis zum 31. Dezember 2020 hatte die Studie im Laufe ihrer fast 90-jährigen Geschichte 7.063.622 Seemeilen (13.081.828 km) des Ozeans untersucht, das entspricht 326 Weltumrundungen. Die größte Entfernung, die in einem einzigen Jahr gemessen wurde, betrug 140.208 Seemeilen (259.665 km), welche im Jahr 2014 aufgezeichnet wurde.

## Analyse
Bei der Rückkehr ins Labor werden die Seidenbänder aus dem Korpus entfernt und in Abschnitte unterteilt, die 10 Seemeilen (19 km) der abgefahrenen Strecke entsprechen. Bei einer Filtrierung von 100 % entspricht dies etwa 3 m3 Meerwasser. Zur Bestimmung des Planktongehalts werden zwei verschiedene Techniken verwendet. Diese Methoden zur Schätzung der Phytoplankton-Abundanz werden gleichbleibend verwendet. Die erste und einfachere Technik ist eine visuelle Abschätzung der grünen Farbe des Seidengewebes in eine von vier Kategorien unter Bezugnahme auf ein Standarddiagramm. Dieser Phytoplankton-Farbindex wird auch als „greenness index“ (englisch für Grünheitsindex) bezeichnet. Dies bezieht sich auf den Grad der Grünfärbung durch die Chlorophyllpigmente im Phytoplankton und ermöglicht die Einbeziehung von Fragmenten und kleinen Phytoplanktons in die Biomasseschätzungen. Die Proben werden außerdem unter einem Mikroskop betrachtet, um die Zellhäufigkeit und -identität zu bestimmen. Dabei werden 20 Sichtfelder untersucht, und es wird notiert, ob Phytoplankton in den jeweiligen Feldern vorhanden ist. Die Zellen werden dann, sofern bei diesen möglich, zu Spezies oder zu anderen taxonomischen Gruppen zugeordnet.
Die CPR Survey analysiert etwa 5500 Planktonproben pro Jahr. Analysten identifizieren und zählen sowohl Phytoplankton als auch Zooplankton, wobei fast 800 taxonomische Einheiten routinemäßig identifiziert werden. Es werden regelmäßig Planktonproben aus dem gesamten Nordatlantik, Nordpazifik und Südpolarmeer analysiert. Außerdem wird auch seltener Plankton aus anderen Regionen gesammelt, darunter: rund um die Küste Südafrikas, Golf von Guinea, Indischer Ozean, Ostsee, Mittelmeer und Karibisches Meer.

## Ergebnisse
Daten aus der CPR Survey haben einen großen Anwendungsbereich in der Forschung bewiesen. Das Programm liefert aufschlussreiche Ergebnisse hinsichtlich der Verschmutzung der Meere durch Mikroplastik oder ähnlichem. Diese Forschungsreihe wird zunehmend als wegweisend anerkannt, um den Klimawandel und die Auswirkungen von Verschmutzung und Eutrophierung auf marine Ökosysteme bewertet werden können.
Die Studie zielt besonders auf Ergebnisse in folgenden Bereichen ab:
- Klimawandel und Globale Erwärmung
- Biodiversität und Biogeographie
- Hydrometeorologische Veränderungen
- Schädliche Algenblüten (HABs)
- Trophische Kaskaden
- nicht einheimische Planktonarten
- Fischbestände
- Fischerei
- Meeresverschmutzung

Bei 36 % der Gesamtzahl der CPR-Schleppzüge zwischen 1957 und 2016 wurden Fehler protokolliert. 4 % dieser Fehler waren auf plastische Verwicklungen und 1 % auf natürliche Verwicklungen zurückzuführen. Eine Analyse zeigt eine Zunahme der makroplastischen Verschränkung auf der CPR seit dem ersten eingetretenen Fall im Jahr 1957. Die Aufzeichnungen von Makroplastiken, die sich in der CPR von 1957 bis 2016 verhedderten, haben einen signifikant positiven Trend, während es bei den natürlichen Elementen keine signifikanten Zunahme gibt.

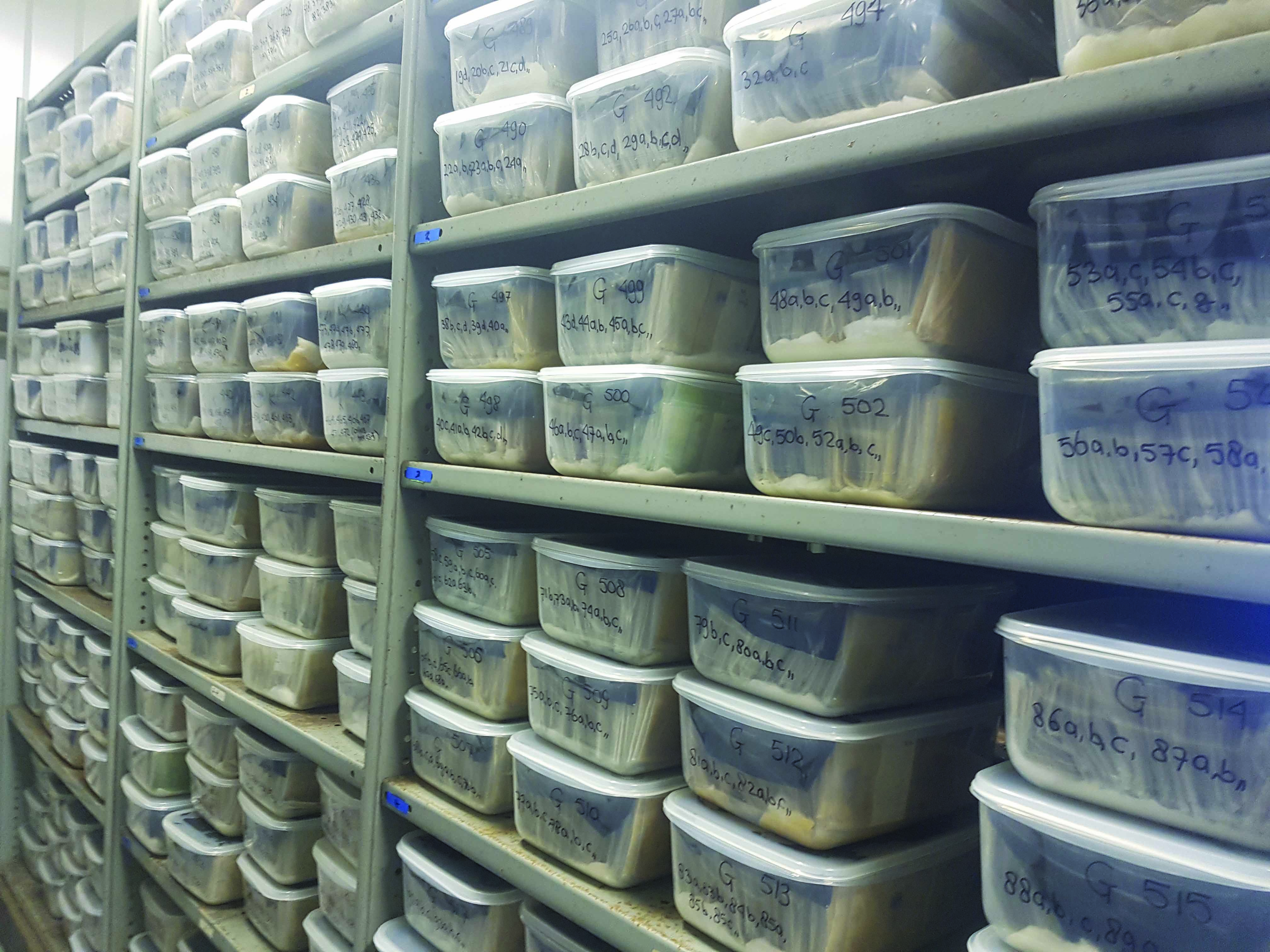
Das Archiv der CPR Survey

## Archiv
Die CPR Survey besitzt eines der ältesten und umfangreichsten Probenarchive der Welt. Seit 1958 werden die gesammelten Proben aufbewahrt und sorgfältig kuratiert, sodass eine Datensammlung für zukünftige Analysen zur Verfügung steht. Während einer routinemäßigen Planktonanalyse wird jede zweite Probe bearbeitet, bevor sie archiviert wird. Die verbleibenden 50 % des Wegs werden nicht analysiert, sondern sofort archiviert, wodurch eine Probensammlung für weitere Analysen zur Verfügung steht. Das Archiv beherbergt alle Proben aus Routinefahrten im Nordatlantik, Südatlantik und Nordpazifik sowie einmaligen Fahrten, z. B. aus der Umrundung der Arktis im Jahr 2012 gesammelt.